# Premier Hockey League
De Premier Hockey League (PHL) was een professionele hockeycompetitie in India.
De PHL werd gehouden tussen 2005 en 2008 en er namen zeven teams deel. De competitie werd georganiseerd om hockey weer populair te maken in India. Hockey is de nationale sport van India maar werd de laatste jaren in populariteit voorbij gestreefd door cricket. In 2005 waren er vijf teams die vanaf de start van de nieuwe competitie meededen: Bangalore Hi-Fliers, Chennai Veerans, Hyderabad Sultans, Maratha Warriors en Sher-e-Jalandhar. Er was een reguliere competitie die gevolgd wordt door een play-off.

## Winnaars
- 2005: Hyderabad Sultans
- 2006: Bangalore Lions
- 2007: Orissa Steelers
- 2008: Bangalore Hi-fliers